# Marcelle Ratafia
Œuvres principales
L'ABC de l'argot (2017)
L'ABC du foot (2018)
L'ABC de la mode (2018)
Lola Tobelem, alias Marcelle Ratafia, née en 1987, est une autrice et chroniqueuse française. Son pseudonyme est tiré d'une chanson du groupe Les Négresses vertes.

## Biographie
Marcelle Ratafia a grandi à Paris. Elle a fait ses études à l'École Duperré, l'École du Louvre et l'université Paris 7. Elle est spécialiste de l'argot et de l'histoire de Paris. Son premier livre, L'ABC de l'argot,, est paru en 2017. Il s'agit d'un abécédaire illustré qui a pour thème le Paris de la Belle Époque et l'argot. À l'occasion de la sortie de ce premier ouvrage, elle a été invitée à parler de l'argot au Journal de 13 heures de France 2, à l'émission 28 minutes sur Arte, et au Grand Soir de France 3, dans le cadre de la Semaine de la francophonie.
En collaboration avec l'illustratrice Lulu d'Ardis, elle a publié deux autres livres aux éditions du Chêne et E/P/A : L'ABC du Foot, paru en mai 2018 juste avant le coup d'envoi de la Coupe du monde, et, en octobre de la même année, L'ABC de la mode. Depuis février 2018, elle anime la pastille « Merci Marcelle » dans l'émission Pistes noires présentée par Fabrice Drouelle sur la chaîne Polar+. Marcelle Ratafia intervient régulièrement en qualité d'experte de l'argot.

## Œuvres
- L'ABC de l'argot : Sans se fader le dico (ill. Lulu d'Ardis), Paris, éditions du Chêne, janvier 2017, 144 p. (ISBN 978-2-8123-1597-8, BNF 45206476).
- L'ABC du foot (ill. Lulu d'Ardis), Paris, éditions du Chêne, juin 2018, 144 p. (ISBN 978-2-8123-1793-4, BNF 45516129).
- L'ABC de la mode (ill. Lulu d'Ardis), Paris, EPA / Robinson, octobre 2018, 144 p. (ISBN 978-2-8123-1751-4, BNF 45611879).
- 150 drôles d'expressions de la cuisine, Paris, Le Robert, octobre 2021, 320 p. (ISBN 978-2-321-01672-4, BNF 46915960), avec Yves Camdeborde.
- Parlons vin, parlons bien ! : Le Vin comme vous ne l'avez jamais bu, Paris, Le Robert, novembre 2022 (ISBN 978-2-321-01739-4, présentation en ligne), avec Alicia Dorey et Louise Pierga.
- Culture Street Food : Histoires et recettes de la cuisine de rue (préf. Mory Sacko), Paris, Marabout, coll. « Beaux livres », octobre 2024, 352 p. (ISBN 978-2-501-18839-5, présentation en ligne).

## Presse
- « L'Argot : Jeux et quizz pour tous » (ill. Lulu d'Ardis), Le Monde, no hors-série « Jeux »,‎ juillet 2020 (présentation en ligne).
- Illustration pour M. R., « Bistrot Bao », dans Le Fooding, Paris, novembre 2020, 145 p. (lire en ligne).
- Rodolphe Pochet, « À Douarnenez, Marcelle Ratafia signe un livre aux petits oignons », Le Télégramme,‎ 1er décembre 2021 (lire en ligne ).

## Émission
- Pastille « Merci Marcelle » dans l'émission Pistes noires, Polar+

## Animation
- Pastille « Le Ciné de Marcelle » sur la plateforme FILMOTV